# Lipowa (Wola Szczucińska)
Lipowa – część wsi Wola Szczucińska w Polsce, położona w województwie małopolskim, w powiecie dąbrowskim, w gminie Szczucin.
W latach 1975–1998 Lipowa administracyjnie należała do województwa tarnowskiego.